# نظم معلومات الصحة العامة
تكنولوجيا المعلومات في المختبرات الطبية والصحة العامة هو عبارة عن عملية التطبيق المنهجي لتقنية المعلومات وعلوم الحاسب الآلي (بالإنجليزية: computer science)‏ لوظائف الصحة العامة (بالإنجليزية: public health)‏ وبحوث الصحة العامة والتعليم. وهو أحد فروع نظم المعلومات الصحية (بالإنجليزية: health informatics)‏.
على سبيل المثال، في الولايات المتحدة يعمل أفراد في نظم معلومات الصحة العامة وفي وكالات الصحة العامة على المستوى الدولي وعلى مستوى الولاية وفي مراكز صحية محلية أكبر. بالإضافة إلى ذلك، فإن العديد من المؤسسات الأكاديمية تقوم بعقد الدورات التدريبة والأبحاث في مجال معلوماتية الصحة العامة.
في المركز الدولي لمكافحة الأمراض والوقاية منها (بالإنجليزية: Centers for Disease Control and Prevention)‏ في أتلانتا، جورجيا، ركز كل من مركز نظم معلومات الصحة العامة وبرامج التكنولوجيا Public Health Informatics and Technology Program Office (PHITPO) على تطوير علم المعلومات وتطبيق تقنيات المعلومات الرقمية للمساعدة في كشف ومعالجة الأمراض والمتلأزمات على مستوى الأفراد والجماعات. وهناك ثلاث وحدات فرعية داخل مكتب PHITPO وهي وحدة الخدمات والوظائف المعلوماتية، ووحدة الأنظمة والتنسيق، ووحدة البحوث المعلوماتية والتطوير.
يتم الجزء الأكبر من عمل نظم معلومات الصحة العامة في الولايات المتحدة، وكما هو الحال مع الصحة العامة عموما، على مستوى الولايات والحكومات المحلية، في وزراة الصحة (بالإنجليزية: state departments of health)‏ والمحافظات وإدارات الصحة. وتشمل انشطة وزارة الصحة على جمع المعلومات عن الإحصاءات ذات اهمية بالغة (سجلات المواليد والوفيات) وجمع التقارير عن حالات الأمراض السارية من الأطباء والمستشفيات والمختبرات، والتي تستخدم لمراقبة الأمراض المعدية؛ وعرض إحصاءات الأمراض المعدية وانماطها، ومعلومات عن تطعيمات الأطفال وفحوصاتهم، ومعلومات يومية عن تحليل بيانات غرف الطوارئ للكشف في وقت مبكر عن التهديدات البيولوجية، ومعلومات عن إمكانيات المستشفيات للسماح بالتخطيط في حالات الطوارئ. كل من هذه الأنشطة يقدم لها معالجة المعلومات الخاصة التحدي.

## تجميع بيانات الصحة العامة
قبل ظهور الإنترنت، تم تجميع بيانات الصحة العامة في الولايات المتحدة، مثل غيرها من البيانات المتعلقة بالرعاية الصحية والأعمال، في نماذج ورقية ويتم تخزينها مركزيا في وكالة الصحة العامة ذات الصلة. وفي حالة الرغبة في ادخال البيانات في الحاسوب فكان الأمر يتطلب عملبة إدخال البيانات مستقلة، وكان يتم تخزين هذه البيانات في ملفات ذات تنسيقات مختلفة ومن ثم يتم تحليلها من قبل أجهزة الكمبيوتر المركزية باستخدام عملية معالجة ذات كميات معيارية.
منذ بداية الشبكة العنكوبوتية العالمية، أصبحت وكالات الصحة المحلية مع مواردها التكنولوجيا والمعلوماتية الكافية تستخدم أنظمة تجميع البيانات الصحة العالمة المعتمدة على نظام شبكة الإنترنت، وفي الآونة الأخيرة، أصبحت تستخدم نظام الرسائل الآلية. وفي السنوات ما بين 2000 وحتي 2005، قام مراكز السيطرة على الأمراض والوقاية منها، في إطار البرنامج الوطني الإلكتروني لنظام رصد الأمراض National Electronic Disease Surveillance System ويسمى (NEDSS) ، ببناء وتقديم موقع مجاني متكامل على شبكة الإنترنت ونظام تبليغ معتمد على الرسائل ويسمى قاعدة نظام نيدس NEDSS Base System. لقد قامت العديد من الولايات والمقاطعات الكبيرة ببناء نسختهم الخاصة بهم من الأنظمة الإلكترونية التي ترصد الأمراض مثل NEDSS بنسلفانيا.
ولتعزيز العمل المشترك، شجع مركز مكافحة الأمراض فيما يخص تبادل البيانات المتعلقة بالصحة العامة على تبني مفردات من معاير عدة وتنسيقات وصيغ عدة من الرسائل من الرعاية الصحية العالمية. وأبرز هي : مستوى الصحة ذو السبع معايير (HL7) (بالإنجليزية: The Health Level 7)‏ لرسائل الرعاية الصحية، ونظام LOINC لترميز الفحوصات المخبرية والنتائج، منهجية مصطلحات المفرادت الطبية (SNOMED) (بالإنجليزية: Systematized Nomenclature of Medicine)‏ المتعلقة بمفاهيم الرعاية الصحية.
منذ عام 2005 تقريبا، عزز مركز مكافحة الأمراض فكرة شبكة معلومات الصحة العامة لتسهيل نقل البيانات من مختلف الشركاء في صناعة الرعاية الصحية وغيرها (مثل المستشفيات والمختبرات الطبية والبيئية، وعيادات الأطباء والصيدليات) إلى وكالات الصحة المحلية، ومن ثم إلى وكالات الصحة الدولية، ومن ثم إلى مركز مكافحة الأمراض. ففي كل مرحلة يجب أن تكون هذه المؤسسات قادره على استقبال البيانات وتخزينها، وتجميعها بشكل مناسب، ومن ثم نقلها إلى المرحلة التالية. ومن الأمثلة النموذجية على ذلك هي بيانات الأمراض المعدية، والتي يجب على المستشفيات والمختبرات والأطباء قانونيا تقديم التقارير المتعلقة بهذه الأمراض إلى وكالات الصحة المحلية ؛ والتي بدورها تقدم هذه التقارير إلى وكالات الصحة المحلية التي تقدم هذه التقارير إلى وزارة الصحة للدولة، والتي يجب بدورها تقدم هذه البيانات إلى مركز محافحة الأمراض. يقوم مركز مكافة الأمراض بنشر تقرير اسبوعي بمعدلات العدوة والوفيات (MMWR) (بالإنجليزية: Morbidity and Mortality Weekly Report)‏ استنادا إلى هذه البيانات التي يحصل عليها بشكل منتظم من مختلف أنحاء الولايات المتحدة.
القضايا الرئيسية المتعلقة بجمع بيانات الصحة العامة هي : الوعي بالحاجة إلى إرسال تقارير بالبيانات وعدم وجود الموارد الكافية المتعلقة بالمراسليين أو الذين يقومون بعملية جمع البيانات، وعدم وجود تشغيل متداخل لصيغ البيانات المتبدالة، والتي يمكن ان تؤدي على مستوى النحوي أو المعني الدلالي إلى اختلاف متطلبات التقارير في جميع أنحاء الولايات والأقاليم.

## تخزين بيانات الصحة العامة
إن تخزين بيانات الصحة العامة كغيرها من الصناعات لديها نفس قضايا إدارة البيانات (بالإنجليزية: data management)‏. فمثلاً التفاصيل في كيفية أن هذه القضايا تلعب دورا تعتمد على طبيعة البيانات.
فنظرا لمدى تعقيد وتغير بيانات الصحة العامة، فكما هو الحال مع البيانات الرعاية الصحية عموما، فإن مسألة نمذجة البيانات (بالإنجليزية: data modeling)‏تمثل تحديا. قبل جيل كانت مجموعات البيانات المسطحة للتحليل الإحصائي هو السائد، اما الآن مع متطلبات اليوم من مجموعات البيانات المشتركة والمتكاملة العمل المشترك عبر مؤسسات الصحة العامة تتطلب المزيد من التطوير. وفي نظم معلومات الصحة العامة أصبحت قاعدة البيانات العلائقية (بالإنجليزية: relational database)‏ بشكل متزايد هي السائدة. أصبح المصممين والمنفذين لمجموعات البيانات مطلوبين لمختلف أغراض الصحة العامة لإيجاد التوازن العملي بين نماذج البيانات المعقدة جدا والمجردة مثل النموذج المعلومات المرجعي لـHL7 أو نموذج البيانات المنطقية للصحة العامة التابعة مركز محافحة الأمراض، ونماذج التبسيط المخصصة، التي يستطيع غير المتدربين من مجال الصحة توصلوا إليها وشعورهم بالقدرة على العمل عليها.
ونظرا لتباين البيانات الواردة إلى الهيئات القضائية الصحية، أصبح ضمان جودة البيانات (بالإنجليزية: data quality assurance)‏ قضية رئيسية.

### تحليل بيانات الصحة العامة
ان الحاجة إلى إمكانية استخراج بيانات الصحة العامة من كتلة البيانات المتاحة يتطلب متخصصين في نظم معلومات الصحة العامة على معرفة بمجموعة من أدوات التحليل، بدءا من أدوات تبادل معلومات الأعمال لإنتاج تقارير روتينية أو مخصصة وأدوات التحليل الإحصائي المتطورة DAP/SAS وPSPP/SPSS إلى انظمة المعلومات الجغرافية (بالإنجليزية: Geographical Information Systems)‏، لكشف البعد الجغرافي لاتجاهات الصحة العامة.

### تطبيقات في المراقبة الصحية والأوبيئة
الياقوت (الرعاية الصحية) (بالإنجليزية: SAPPHIRE (Health care))‏ أو الوعي والتأهب للحوادث الصحية ومحركات المنطق هو نظام للمعلومات الصحية قادر على تتبع وتقييم المواقف والأحداث التي قد تؤثر على الصحة العامة.